# Псевдафенопс таврический
Псевдафенопс таврический (Pseudaphaenops tauricus) — пещерный вид жуков из семейства жужелиц (Carabidae). Эндемик Крымского полуострова.

## Описание
Длина тела 6—8 мм. Тело депигментировано. Окраска одноцветная, варьируется от янтарно-жёлтой до коричнево-красного цвета. Глаза и крылья отсутствуют. Надкрылья голые, параллельны. Усики длинные. От близкородственного вида Pseudaphaenops jacobsoni, обитающего в пещерах яйлы Ай-Петри и её отрогов, отличается более мелкими размерами и строением копулятивного аппарата.

## Ареал
Узкоареальный эндемик Горного Крыма. Обитает в пещерах Долгоруковской яйлы и Караби-яйлы.

## Биология
Троглобионт, стенобионтный вид. Обитает в пещерах с постоянными условиями среды — высокой влажностью воздуха и стабильной температурой. Хищник, питается коллемболами. Жуки встречаются круглый год. Личинки не известны. Биология не изучена.

## Охрана
Внесён в Красную книгу Крыма. Охраняется на территории природного заказника «Горный карст Крыма» и памятника природы «Красные пещеры (Кизил-Коба)».